# Martinópolis
Martinópolis est une municipalité brésilienne de l'État de São Paulo et la Microrégion de Presidente Prudente.

## Personnages
- Ary Toledo, (1937-2024), humoriste, chanteur et écrivain